# (3554) Амон
(3554) Амон (лат. Amun) — небольшой околоземный астероид из группы Атона, который принадлежит к спектральному классу M. Он был открыт 4 марта 1986 года американскими астрономами Кэролин и Юджином Шумейкерами в Паломарской обсерватории и назван в честь египетского бога света Амона, чей культ был широко распространён в Фивах.

Орбита астероида Амон и его положение в Солнечной системе
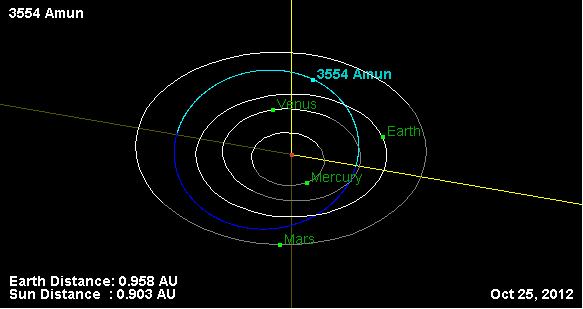
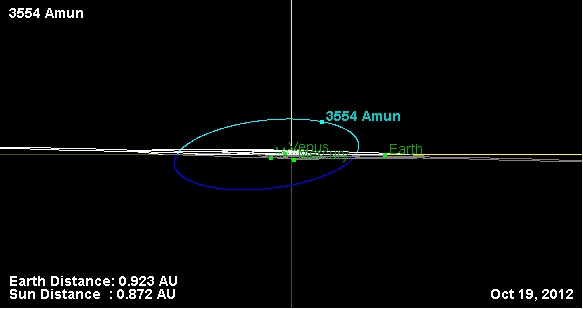
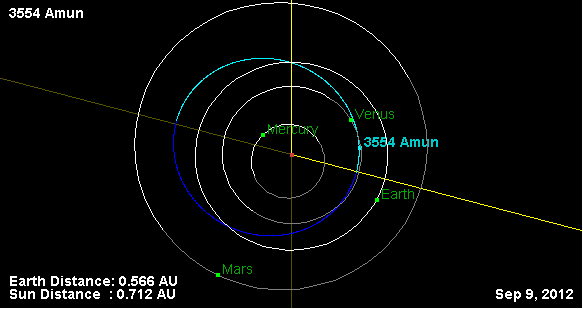

Астероид обладает довольно вытянутой орбитой, из-за которой в процессе своего движения вокруг Солнца он пересекает не только орбиту Земли, но и Венеры. Амон один из немногих астероидов, которые подходят к Венере практически вплотную; так, во время сближений в 1964, 2034 и 2103 годах его расстояние до планеты будет равняться всего 10 млн км.
Поскольку астероид принадлежит к металлическому спектру, в нём должно содержаться большое количество различных металлов, которые могли бы принести большую прибыль в случае их реализации на Земле; так, планетологом Джоном Льюисом стоимость этого астероида была оценена в 20 трлн $. Хотя последние радарные исследования ставят под сомнение наличие такого большого количества металлов в составе этого тела, по крайней мере на его поверхности. Чисто металлическим спектром обладает астероид (6178) 1986 DA.